# Mundilfari
Mundilfari  är en av Saturnus månar. Den upptäcktes av John J. Kavelaars, Brett Gladman, Jean-Marc Petit, Hans Scholl, Matthew J. Holman, Brian G. Marsden, Phillip D. Nicholson och Joseph A. Burns 2000, och gavs den tillfälliga beteckningen S/2000 S 9. Den heter också Saturn XXV.
Mundilfari är 7 kilometer i diameter och har ett genomsnittligt avstånd på 18 722 000 kilometer från Saturnus. Den har en lutning av 170° till ekliptikan (150° till Saturns ekvator) i en retrograd riktning och med en excentricitet av 0,198.